# Египет
Еги́пет (араб. مصر‎ [Миср / Miṣr] [misˤɾ], масри مصر [Маср / Maṣr] [ˈmɑsˤɾ], копт. Ⲭⲏⲙⲓ [kʰēmə]), официальное название — Ара́бская Респу́блика Еги́пет (араб. جمهورية مصر العربية‎ [Джумхури́ят Миср эль-Араби́я], масри [Гумхури́я Маср иль-Араби́я]) — трансконтинентальное государство, расположенное в Северной Африке и на Ближнем Востоке (Синайский полуостров).
На северо-востоке граничит с Израилем и частично признанным государством Палестиной, на юге — с Суданом, на западе — с Ливией. На севере территория страны омывается водами Средиземного моря, на востоке — Красным морем, при этом оба моря соединены посредством искусственно сооружённого Суэцкого канала.
Столица — Каир. Численность населения — 106 221 670 человек. Государственный язык — египетский арабский.

## Этимология
В Европу название страны — «Египет» — пришло из древнегреческого языка (др.-греч. Αἴγυπτος, а́йгюптос, в рейхлиновом византийском прочтении — э́гиптос). В начале 1-го тысячелетия до н. э., когда древние греки стали проникать в Египет; первым из самых больших городов, который им встретился, был Мемфис на рубеже дельты и долины Нила. Одно из его названий — Хикупта (егип. ḥwt-kȝ-ptḥ, дом ка Пта) — они взяли за обозначение всей страны.
Народами Аравийского полуострова, Передней Азии и Междуречья используется другое название Египта — Миср (араб. مِصر‎, ивр. מִצְרַיִם‎, «населённое место, город»). Этимология этого слова, возможно, связана с населённостью Египта и большим количеством городов, расположенных близко друг от друга. На диалекте современных египетских арабов это название звучит как Маср (масри مَصر).
В Древнем Египте жители называли свою страну Та-Кемет (егип. km.t, «чёрная земля») — по цвету плодородной почвы низменной долины Нила — в противоположность «красной земле» (дешрет, егип. dšṛt), то есть пустыне. В современном коптском языке это самоназвание сохранилось и произносится как Кеме (копт. ⲕⲏⲙⲉ).
Другое древнее название Египта — Аэрия.
Мицра́йм (ивр. מִצְרַיִם‎, араб. مصر‎) — название Египта на иврите — не двойственное число.

## Физико-географические данные

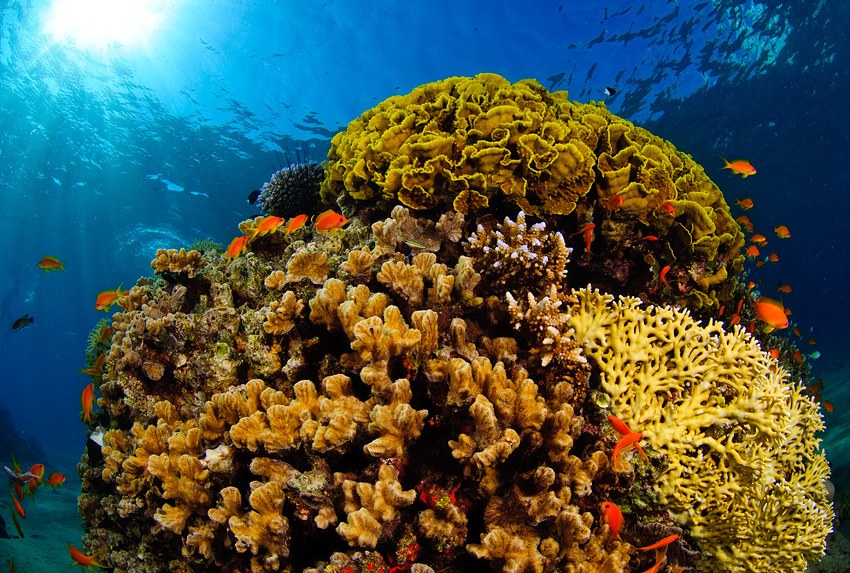
Коралловый риф в Красном море

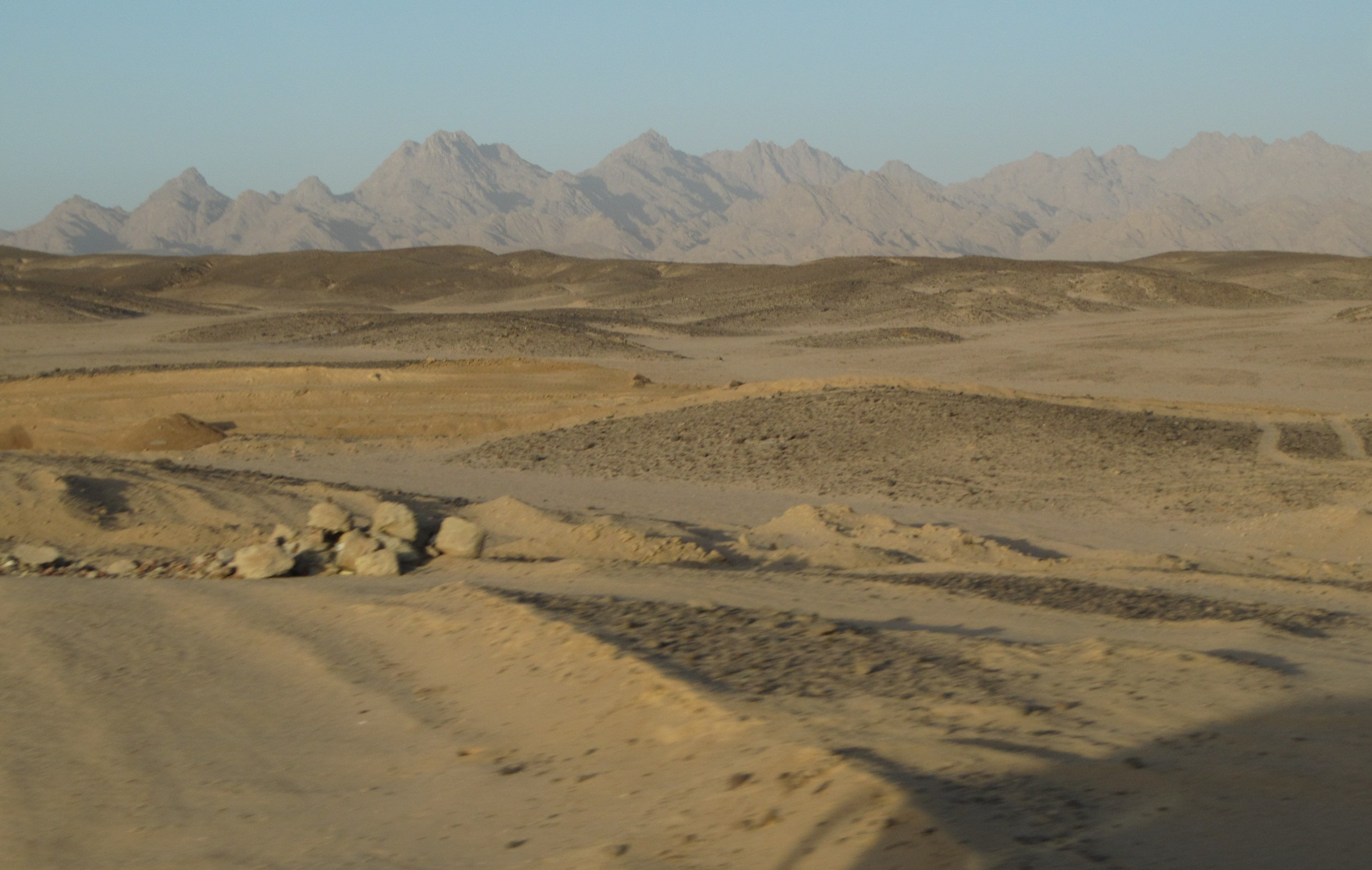
Пустыня возле Хургады

Египет граничит на западе с Ливией, на юге — с Суданом, на востоке — с Палестинской автономией, Израилем, имеет также морскую границу с Саудовской Аравией и Иорданией.
Омывается на севере Средиземным морем, на востоке — Красным морем. Египту принадлежит один из самых крупных искусственно сооружённых каналов — Суэцкий канал, который соединяет Средиземное и Красное моря, открывая тем самым короткий путь из Атлантического в Индийский океан.
По территории Египта с юга на север протекает одна из двух величайших по протяжённости рек в мире — Нил.

### Климат
Египет находится в пределах субтропического (малая часть) и тропического (большая часть) климатических поясов. В государстве преобладает тропический пустынный климат.
Египетское лето очень жаркое, днём столбик термометра местами может приближаться к 50-градусной отметке в тени, но ночью всегда намного прохладнее, суточные перепады температур достаточно велики. Межсезонные перепады температур не такие большие. На побережьях суточные и сезонные колебания несколько меньше, чем в глубине территории.
Зимы в Египте более прохладные, температура днём в январе обычно варьирует в пределах 20—25 °C. Ночи холодные, температура в среднем составляет 10 °C, а в пустынях возможны и слабые заморозки (до −5 °C).
Осадков выпадает очень мало (до 25 мм в год), только на крайнем севере Египта и в горах Синайского полуострова количество осадков доходит до 200 мм в год.

### Полезные ископаемые
Недра страны содержат запасы нефти, природного газа, железной руды, фосфатов, известняка, марганца, цинка, свинца.

### Внутренние воды
Река Нил, одна из самых больших рек в мире (6853 км). Эта великая река и стала колыбелью цивилизации в регионе.

### Почва и растительность
Около 96 % территории страны занимают пустыни, 4 % приходится на дельту и долину реки Нил.

### Животный мир
Фауны Египта включает газелей, лис, тушканчиков, гиен, шакалов, бегемотов, крокодилов, верблюдов, большое количество птиц, насекомых, ящериц и змей.
Земноводные представлены 9 видами, из которых один (Sclerophrys kassasii) является эндемиком страны.

## История

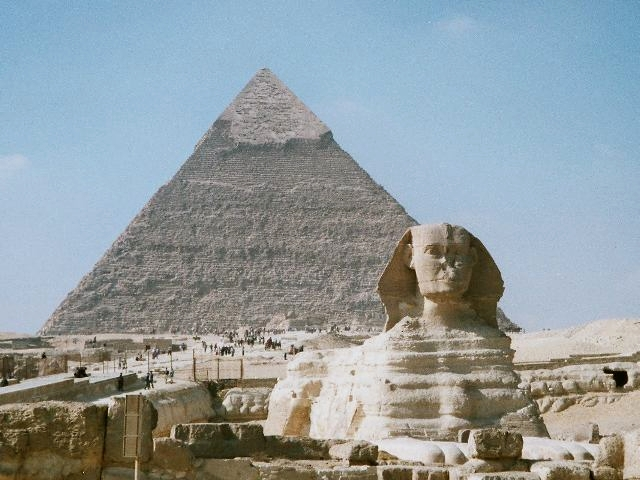
Большой Сфинкс и Пирамида Хефрена в Гизе

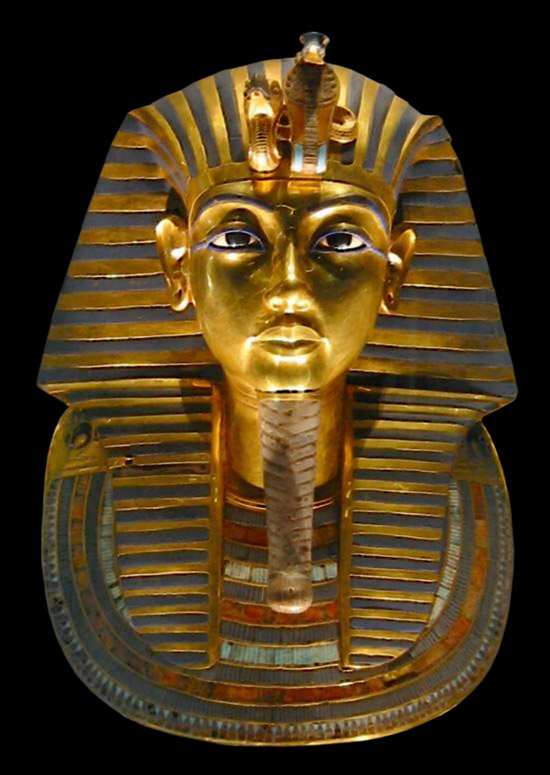
Маска Тутанхамона

На рубеже IV—III тыс. до н. э. около двадцати городов-государств по верхнему течению Нила, и столько же по нижнему течению, были объединены под властью двух правителей. Вскоре война между Верхним и Нижним Египтом завершилась победой царя Верхнего Египта, который стал единовластным правителем страны. Так появилось большое государство с единым центром, управляемое бюрократическим аппаратом, во главе с фараоном.
- ~ 3000 г. до н. э. — объединение Египта фараоном Нармером, с которого начинается Раннее царство со столицей в верхнеегипетском городе Тисе.
- ~ 2700 г. до н. э. — начало Древнего царства со столицей в нижнеегипетском Мемфисе (Менефер).
- ~ 2000 г. до н. э. — новая эпоха истории Египта, Среднее царство, со столицей опять в верхнеегипетском городе Фивы (Уасет).
- 1700 до н. э. — нашествие гиксосов.
- 1279 до н. э.—1213 до н. э. — царствование Рамсеса II.
- 1274 до н. э. — битва при Кадеше.
- 670 г. до н. э. — завоевание Египта ассирийским царём Асархаддоном.
- 655 г. до н. э. — изгнание ассирийцев Псамметихом I и основание им последнего самостоятельного египетского царства со столицей в Саисе.
- 525 г. до н. э. — завоевание Египта персидским царём Камбизом II, территория Египта входит в состав государства Ахеменидов.
- 332 г. до н. э. — завоевание Египта Александром Македонским. Основана Александрия.
- 305 г. до н. э. — 30 г. до н. э. — греческая династия Птолемеев в Египте.
- 30 год до н. э.—395 год — Египет в составе Древнего Рима.
- I век — распространение христианства.
- 395—645 гг. — Египет в составе Византии.
- 451 г.— формирование национальной коптской (египетской) церкви.
- 645—1171 гг. — Египет в составе Арабского халифата. Распространение ислама. Арабизация Египта.
- 868—905 гг. — правление династии Тулунидов.
- 972 год — основан Каир. Начало правления Фатимидов.
- 1171 г. — вторжение Саладина. Начало правления Айюбидов.
- 1250 год — революция мамлюков. Султаном становится Айбек.
- 1260 год — отражение вторжения монголов.
- 1261 год — мамлюки приглашают халифов Аббасидов на пост верховного духовного лица.
- 1347 год — начало «Чёрной смерти», катастрофической эпидемии чумы, нанёсшей сокрушительный удар по населению и экономике Египта и соседних стран.
- 1382—1517 гг. — династия Бурджитов (черкесские мамлюки).
- 1517—1914 гг. — Египет в составе Османской империи. Им правят наместники — паши.
- 1798—1799 гг. — вторжение французов под предводительством Наполеона.
- 1801 год — вторжение англичан.
- 1805 год — приход к власти паши Мухаммада Али.
- 1811 г. — сражения против мамлюков.Египет в 19 веке

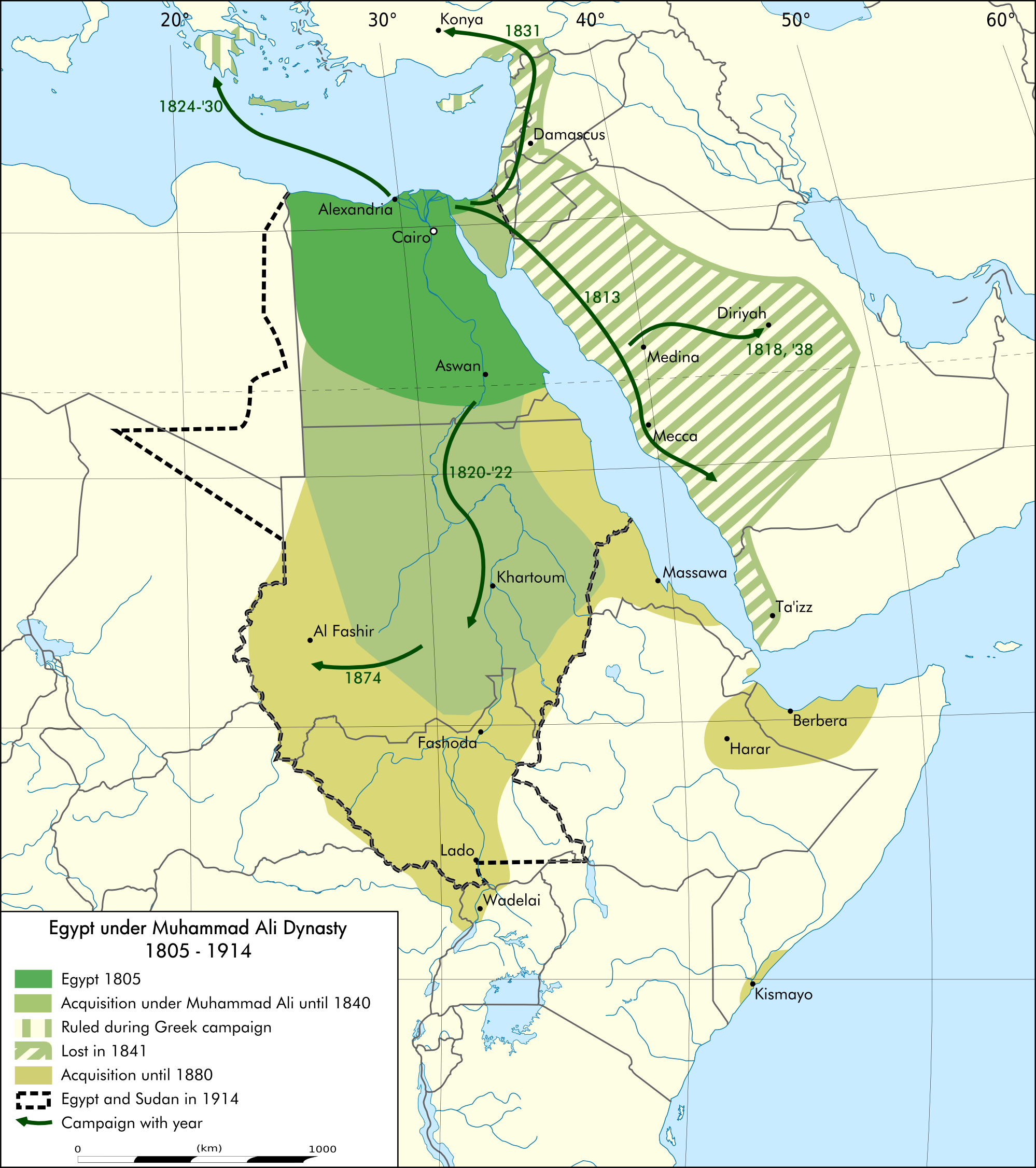
Египет в 19 веке

- 1811—1818 гг. — война против аравийских ваххабитов, разгром ваххабитов армиями Мухаммада Али.
- 1823 г. — завоевание Судана.
- 1863—1879 гг. — правление Исмаила (до 1867 г. — паша, с 1867 г. — хедив).
- 1858—1869 годы — строительство современного Суэцкого канала под руководством француза Фердинанда де Лессепса.
- 1881 г. — антиегипетский мятеж махдистов в Судане.
- 1881—1882 гг. — восстание Ахмада Ораби-Паши.
- 1882—1914 гг. — оккупация Великобританией при формальном сохранении прав Турции на Хедиват Египет (см. Англо-египетская война).
- 1914—1922 годы — Султанат Египет — протекторат Великобритании.
- 1922 год — формальная независимость де-факто марионеточного Королевства Египта во главе с королём Ахмедом Фуадом I. Раскопки британцами гробницы Тутанхамона.
- 1947—1949 годы — сопротивление Египта продвигаемому Великобританией расширению Израиля в первой арабо-израильской войне. Захват Египтом сектора Газы.
- 1952 год — группа военных свергает короля Фарука I. Королём становится младенец Ахмед Фуад II, регентом — Мухаммед Абдель Монейм.
- 1953 год — Египет провозглашён республикой. Президентом стал Мохаммед Нагиб. Конец правления династии Мухаммеда Али.
- 1954 год — Мохаммед Нагиб уходит в отставку, ему на смену приходит Гамаль Абдель Насер. Вывод из Египта британских войск.
- 1956 год — национализация Суэцкого канала. Нападение на Египет Израиля, Великобритании и Франции. Закрытие судоходства по Суэцкому каналу.
- 1957 (апрель) год — открытие Суэцкого канала для прохода судов после ввода войск ООН.
- 1958 год — Египет и Сирия образуют Объединённую Арабскую Республику (ОАР) под руководством Насера.
- 1960—1970 годы — СССР строит в ОАР Асуанскую ГЭС.
- 1961 г. — Сирия выходит из состава ОАР. Объединённая Арабская Республика стала унитарным государством.
- 1967 г. — Участие ОАР в третьей арабо-израильской (Шестидневной) войне. Захват Израилем Синайского полуострова и сектора Газа. Закрытие судоходства по каналу.
- 1970 год — Смерть Гамаля Абделя Насера. Новым президентом становится Анвар Садат.
- 1971 год — ОАР преобразовалась в Арабскую Республику Египет.
- 1973 год — Война Судного Дня с Израилем, для Египта закончившаяся сохранением status quo.
- 1975 (5 июня) год — окончание разминирования Суэцкого канала и открытие его для прохода судов.
- 1977 г. — вооружённый конфликт с Ливией.
- 1979 г. — подписание мира с Израилем в обмен на Синайский полуостров. Изгнание Египта из Лиги арабских государств. Вывод Израильских вооружённых сил с Синая.
- 1981 г. — убийство президента Анвара Садата религиозными фундаменталистами, приход к власти Хосни Мубарака.
- 1989 год — восстановление Египта в Лиге арабских государств.
- 2011 г. — С 25 января в Египте не прекращались массовые народные волнения в рамках «Арабской весны», инициированные через социальные сети и переросшие в гражданское восстание между сторонниками президента Хосни Мубарака и оппозицией. Результатом волнений стала отставка 11 февраля 2011 года Хосни Мубарака, который передал власть Высшему военному совету[13].
- 2012 г. — президентские выборы (23 мая и 24 мая — 1 тур, 16 июня и 17 июня — 2 тур). Президентом стал представитель движения «Братья-мусульмане» Мухаммед Мурси, продержавшийся у власти менее 1 года, свергнутый 3 июля 2013 года, арестованный решением суда и умерший на одном из судебных заседаний.
- 2015 год — 16 марта объявлено о строительстве Новой столицы Египта, которое, по мнению создателей, призвано разгрузить перенаселённый Каир.
- 2016 г. — 8 апреля Каир и Эр-Рияд подписали соглашение о строительстве моста через Красное море.
- 2017 г. — передача островов Тиран и Синафир Саудовской Аравии.

## Государственное устройство
Египет — республика. Глава государства — президент, который одновременно является и главнокомандующим вооружёнными силами. Глава правительства — премьер-министр. Высший законодательный орган — двухпалатное Национальное собрание. Нижняя палата парламента, Народная ассамблея (Меджлис эш-Шаъб), состоит из 518 депутатов, 508 из которых избираются по мажоритарной системе, а 10 назначаются президентом. В Народной ассамблее имеются квоты для рабочих и крестьян, а также для женщин. 29 января 2011 года реанимирована де-факто упразднённая в 1981 году должность вице-президента, на которую назначен бывший глава разведки Египта Омар Сулейман. 11 февраля 2011 года президент Мубарак передал власть Высшему военному совету.
В 2012 году проведены выборы президента, на которых, получив 51,73 % голосов, победил Мухаммед Мурси. 21 июня 2012 года он вступил в должность президента.
В ночь с 3 на 4 июля 2013 года Мухаммед Мурси был свергнут народом при поддержке армии и полиции. После выборов, прошедших 26—28 мая 2014 года, президентом стал Абдул-Фаттах Ас-Сиси.
Крупнейшие оппозиционные движения — Братья-мусульмане (запрещена; активисты участвуют как независимые кандидаты) и Новая партия Вафд.

## Экономика

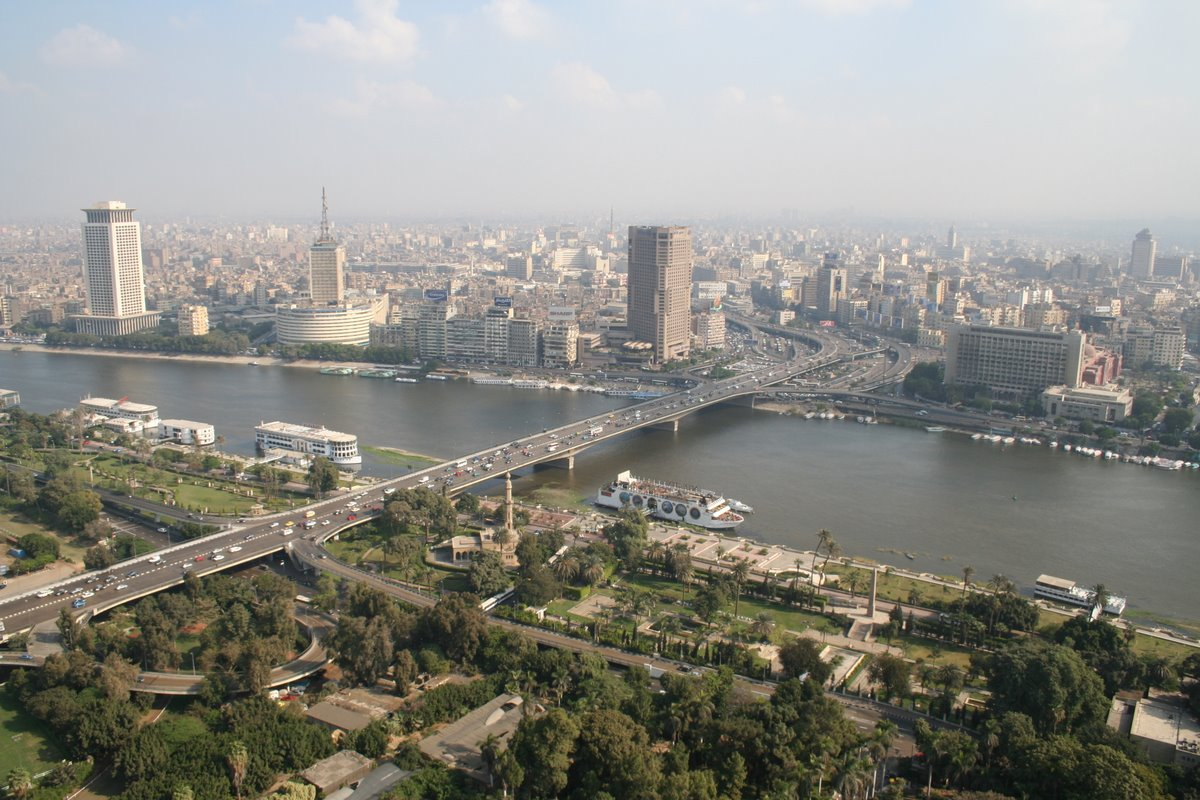
Вид на деловой центр Каира

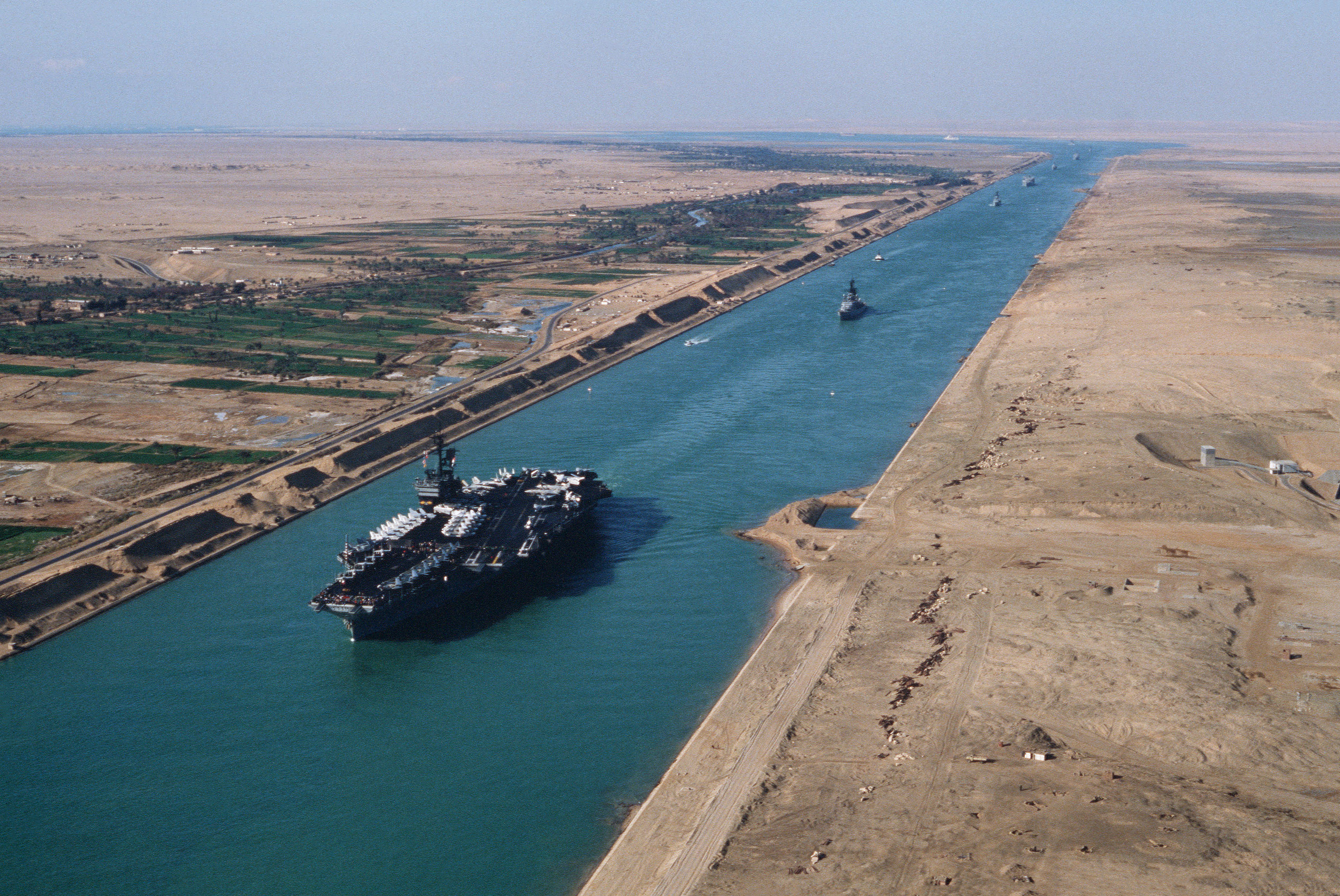
Суэцкий канал. Доходы от его эксплуатации в 2011 году составили 5,22 млрд долл.

Преимущества: Развитая туристическая инфраструктура. Денежные переводы от граждан, работающих за границей. Пошлины за провоз грузов через Суэцкий канал. Продукция сельского хозяйства, особенно хлопок (в мировом производстве всего хлопка доля Египта составляет около 3 %). Лёгкая промышленность.
Слабые стороны: Зависимость от импорта. Угроза терроризма вызвала временный спад доходов от туризма; в 2009 году из-за кризиса доходы от туризма снизились вновь.
ВВП на душу населения в 2008 году — 5,4 тыс. долл. (135-е место в мире), в 2022 году — 4089 USD (114-е место в мире). В сельском хозяйстве занято 32 % населения работающих, в промышленности 17 %, в сфере обслуживания 51 %. Безработица 8,4 % (в 2008), ниже черты бедности находится 20 % населения.
Добыча фосфатов сосредоточена в районе побережья Красного моря, в долине Нила — железной руды, в дельте Нила — поваренной соли.
Из отраслей обрабатывающей промышленности особенно развита текстильная, главным образом, производство хлопчатобумажной пряжи (275 тыс. т. пряжи в 1995—1996) и тканей, а также пищевкусовая и швейная. Главные центры — Каир, Александрия, Эль-Махалла-эль-Кубра. Чёрная (Хелуан) и цветная (Наг-Хаммади, Исмаилия) металлургия, машиностроение, в том числе станкостроение, авто- и авиасборка, вагоностроение (Хелуан), судостроение (Порт-Саид, Александрия). Нефтеперерабатывающая, нефтехимическая (Суэц, Каир, Александрия, Танта) промышленность, производство минеральных удобрений (Асуан, Суэц, Хелуан, Абу-Заабале, Кафр-эз-Зайят и др.), стройматериалов.
В сельском хозяйстве культивируются хлопок, рис, кукуруза, другие зерновые, бобовые, фрукты, овощи; разводится скот.
Около 65 % посевов хлопка (данные на 1970-е годы) приходится на Нижний Египет, 25 % — на Средний Египет и 10 % — на Верхний Египет. В Верхнем Египте высеваются сорта Дандара и Асмуни, в Среднем — Гиза 66 и Гиза 72, в Нижнем Египте — Гиза 45, Гиза 67, Гиза 68, Гиза 69, Гиза 70 и Менуфи. Все эти сорта выведены после Второй мировой войны за исключением Асмоуни, возделываемой свыше 110 лет и занимающей около 7 % посевной площади.

### Внешняя торговля
Экспорт в 2017 году — 23,53 млрд долл. Это сырая нефть и нефтепродукты, хлопок, текстиль, фрукты, овощи.
Основные покупатели: ОАЭ — 10,9 %, Италия — 10 %, США — 7,4 %, Великобритания — 5,7 %, Турция — 4,4 %, Германия — 4,3 %, Индия — 4,3 %.
Импорт в 2017 году — 53,02 млрд долл. Это промышленная продукция, продовольствие, химическая продукция, лесоматериалы, топливо.
Основные поставщики: Китай — 7,9 %, ОАЭ — 5,2 %, Германия — 4,8 %, Саудовская Аравия — 4,6 %, США — 4,4 %, Россия — 4,3 %.
В Египте берут начало два транс-африканских автодорожных маршрута:
- шоссе Каир-Дакар[англ.]
- шоссе Каир-Кейптаун

### Туризм

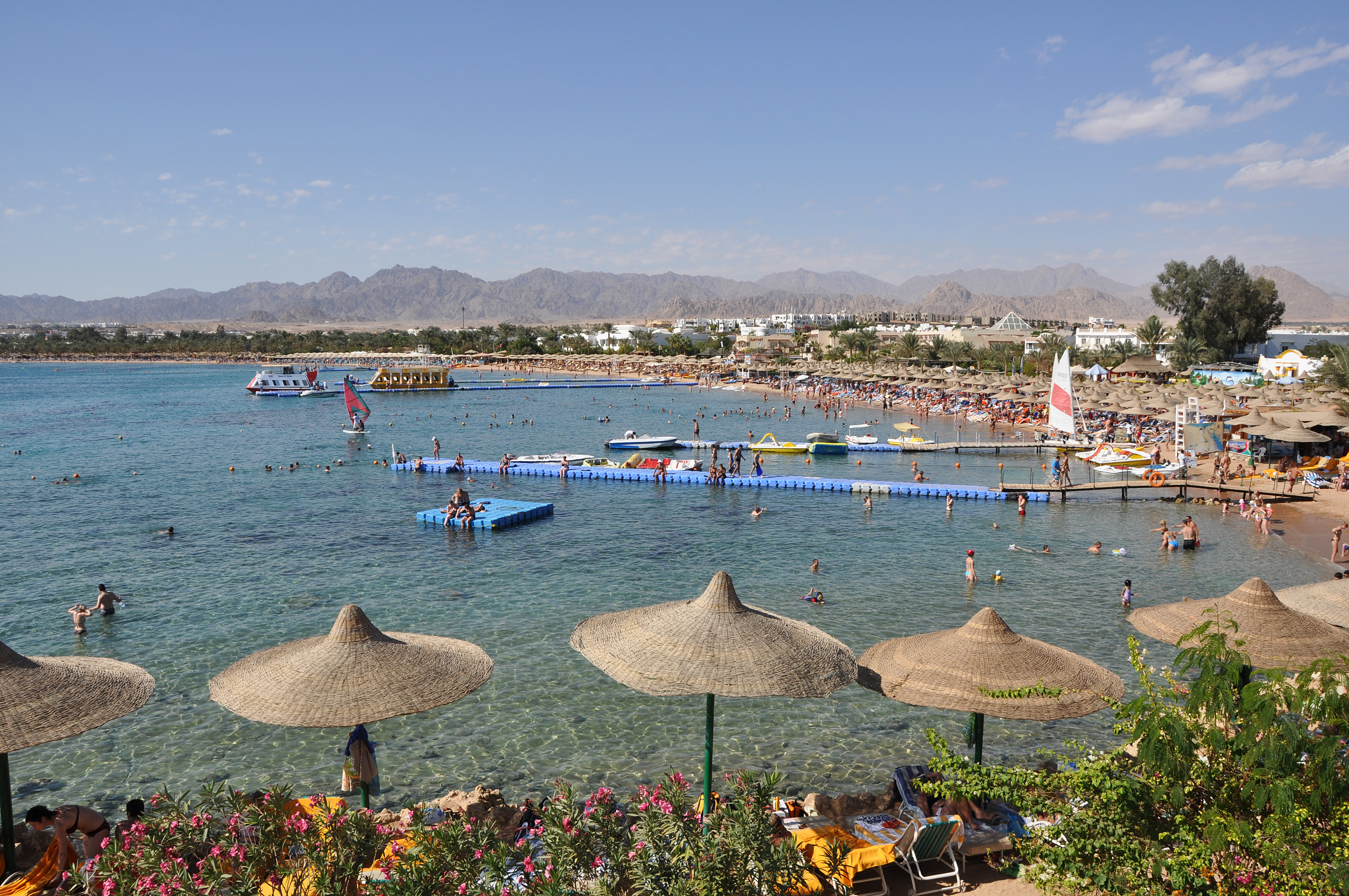
Пляж в бухте Наама-Бей, Шарм-эш-Шейх

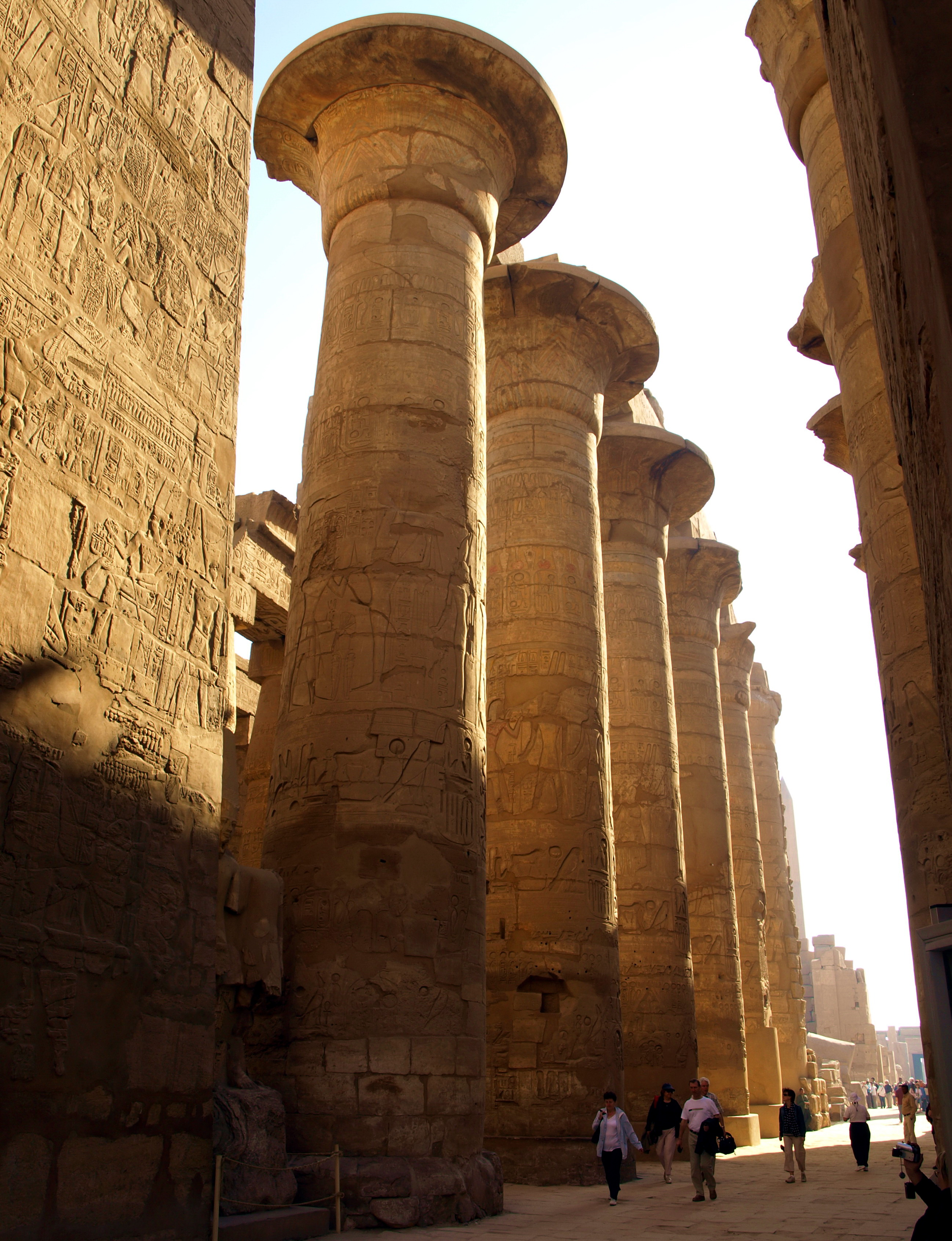
Большой гипостильный зал в Карнакском храме, Луксор

Туризм является одной из основных доходных статей Египта, поэтому государство всячески способствует развитию этой отрасли. Интенсивно строятся и модернизируются курортные комплексы на морском побережье, в городах-курортах Шарм-эш-Шейхе, Хургаде и др.
В Египте находятся памятники различных эпох и цивилизаций: древнеегипетской, христианской (коптской), средневековой арабской. Наиболее посещаемые достопримечательности:
- Древнеегипетские некрополи (пирамиды Гизы и другие, Долина Царей и Цариц в Луксоре, гробницы знати);
- Храмы фараонов, особенно в Луксоре и Абу-Симбеле;
- Памятники Средневековья — Исламский и Старый Каир.

На Красном и Средиземном морях расположены многочисленные курорты для любителей дайвинга, сёрфинга и подобных увлечений. Также туристический интерес вызывают такие природные объекты как: оазис Файюм, заповедник Вади Эль-Райан, т. н. «долина китов» Вади-аль-Хитан, соленые озера и т. д.
По данным статистики Всемирной туристской организации ООН (UNWTO) по международному турпотоку в 2017 году Египет показал наибольший рост туристического потока — 55,1 %.

## Политика

### Внутренняя политика

Полицейский в Каире

Внутренняя политика АРЕ определяется его экономическими предпочтениями. В настоящее время наибольшие поступления в казну государства дают платежи за право прохода судов по Суэцкому каналу. На втором месте — туризм, получивший в последние годы особый статус в стране. На третьем месте добыча нефти и газа.
Таким образом, внутренняя политика страны ориентирована, прежде всего, на поддержание и развитие бюджетообразующих направлений. Компании, создающиеся в стране для инвестиций, например, в турбизнес, получают весомые налоговые льготы. В страну разрешён ввоз любой валюты в неограниченном количестве. Поощряются инвестиции иностранных компаний в недвижимость страны.
При всём этом Египет до 11 февраля 2011 года являлся страной одного правителя. Президентом республики с 1981 года являлся бессменный Хосни Мубарак, который под давлением народной массы подал в отставку 11 февраля 2011 года. Политика, которую он проводил, до последнего времени не вызывала активного протеста большинства населения. Политическая борьба в республике практически отсутствовала (во всяком случае, в её открытых формах). Тем не менее, некоторые активисты, в основном благодаря интернету и не без риска для своей безопасности, открыто критиковали отдельные аспекты политики существовавшего режима, например, использование пыток полицейскими.
Экономическая отсталость во многих отраслях заставляла правительство предпринимать усилия в преодолении неграмотности некоторых слоёв населения, внедрении современных информационных технологий, повышении уровня жизни своих граждан, многие из которых до сих пор проживают за чертой бедности.

### Внешняя политика

#### Израиль
После провозглашения независимости Израиля 15 марта 1948 года египетские войска в составе арабской коалиции вторглись на территорию нового государства. Война закончилась победой Израиля. Военное противостояние продолжалось до 1979 года.
Мирный договор Египта с Израилем, подписанный в 1979 году, действует по сей день. Несмотря на это, власти Египта настороженно относятся к связям своих граждан с этой страной. Нормой являются случаи проявления интереса тайной полиции к жителям Египта, имеющим контакты на той стороне. По этой причине египтяне стараются воздерживаться от визитов в Израиль. При этом на иностранных туристов, посещающих Египет, это не распространяется. С 2006 года с Израилем открыто регулярное экскурсионное сообщение, любой желающий может без проблем выехать в Иерусалим, посетить Эйлат, Мёртвое море и другие интересные места.
Египет систематически выступает в качестве посредника в отношениях Израиля с палестинскими арабами.

#### Судан
Между Суданом и Египтом идёт спор по поводу принадлежности т. н. треугольника Халаиба. В 1899 году Великобритания и Египет объявили Судан своим кондоминиумом. Северная граница страны была установлена по 22-й параллели, город Халаиб формально отошёл к Египту. В 1902 году Англия в одностороннем порядке изменила границу, передав треугольник Судану. 12 ноября 1955 года Судан получил независимость. В 1958 году Египет захватил район Халаиба. Затем треугольник отдали в пользование Судана. В 1992 году Судан вызвал крайнее недовольство Египта, отдав побережье треугольника в концессию канадской нефтяной компании International Petroleum Corporation. В 1993—1994 годы произошли вооружённые столкновения на границе Египта и Судана. В 1995 году Египет направил в регион войска и взял под свой контроль все спорные земли, за исключением города Халаиба. В 2000 году Судан вывел войска из Халаиба, земли оказались полностью под египетским контролем. В августе 2002 года президент Судана Омар аль-Башир сообщил прессе, что направил в Совет Безопасности ООН обращение о пересмотре принадлежности земель, поскольку треугольник Халаиба является суданской территорией.
После свержения аль-Башира в 2019 году, Египет поддерживал генерала Абдель Фаттах аль-Бурхана.

#### Россия

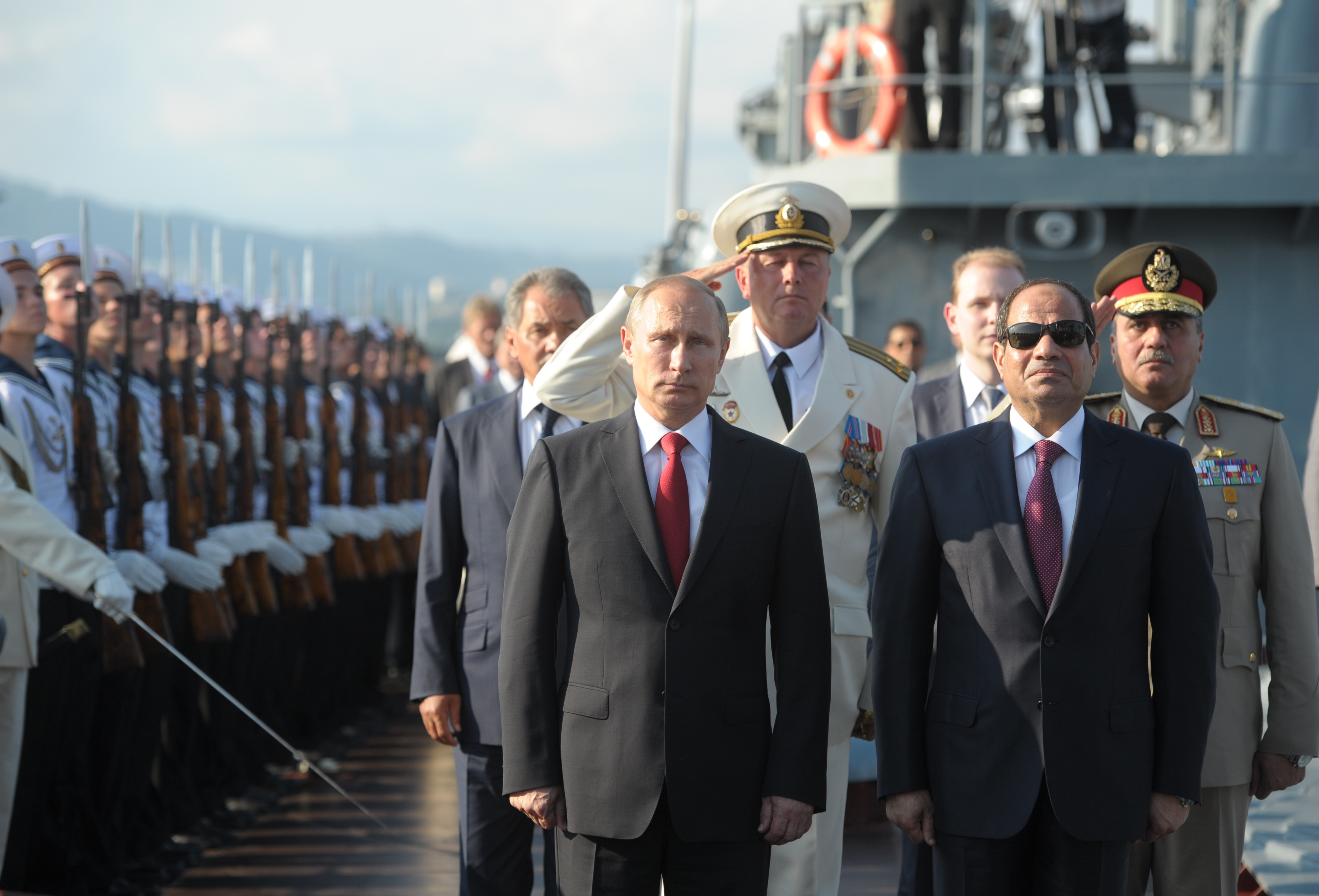
Ас-Сиси и Путин, 12 августа 2014

Дипломатические отношения между СССР и Королевством Египтом были установлены в 1943 году. В период правления в Египте Гамаля Насера советско-египетские отношения находились на очень высоком уровне. В Египте находилась группа советских военных специалистов, оказывающая поддержку ВС Египта в противостоянии с Израилем. Экономическое сотрудничество увенчалось строительством Асуанской ГЭС. В 1970-е годы при Анваре Садате Египет переориентировался на США, отношения с СССР ухудшились. Восстановление отношений произошло в 1980-е при Хосни Мубараке.
В начале XXI века Египет стал одним из крупнейших направлений российского туризма. В 2002 году в Египте был построен завод АвтоВАЗа. За первое полугодие 2005 года товарооборот России и Египта составил 450 млн долларов. Экспорт России в Египет при этом достиг 387 млн долларов, а египетский экспорт в Россию составил 61 млн долларов. Египет импортирует из России сталь, нефтепродукты и зерно, экспортирует некоторые продукты сельского хозяйства. 22 ноября 2005 года Россия и Египет завершили переговоры о вступлении России в ВТО, подписав соответствующее соглашение. Россия взамен на египетскую готовность предоставила ему некоторые торговые преференции по ряду экспортируемых им товаров. К 2018 году товарооборот России и Египта вырос до 7 млрд долларов, Египет стал крупнейшим потребителем российского продовольствия.
Арабская весна и приход к власти в Египте в 2012 году организации «Братья-мусульмане», которую в России считают террористической, осложнили взаимодействие двух стран. Однако после свержения «Братьев-мусульман» в 2013 году и прихода к власти генерала Ас-Сиси, отношения между странами заметно улучшились. В 2014 году Россия стала первой страной за пределами арабского мира, которую посетил Ас-Сиси, кроме того Россия и Египет поддержали правительство Сирии в борьбе с боевиками, а также правительство генерала Халифа Хафтара в Ливии. С 2022 года российская компания «Росатом» ведёт строительство первой в Египте атомной электростанции «Эль-Дабаа».

#### Турция
Двусторонние отношения между Египтом и Турцией в XXI веке характеризуются нестабильностью. В эпоху правления в Египте Хосни Мубарака Египет и Турция развивали торговые отношения. После начала Арабской весны в 2011 году и свержения Мубарака, Турция поддержала организацию «Братья-мусульмане» и пришедшего к власти Мохаммеда Мурси. После военного переворота 2013 года и прихода к власти генерала Ас-Сиси отношения между странами резко ухудшились. В ноябре 2013 года египетские власти отозвали своего посла из Турции, а также объявили турецкого посла персоной нон грата. На протяжении последующих лет отношения между странами оставались напряжёнными. Активная экспансионистская политика Турции на Ближнем Востоке и в Северной Африке вызывала беспокойство Египта. Каир и Анкара поддержали разные стороны в ливийской гражданской войне, кроме того Турция планировала разместить свою военную базу в Судане на берегу Красного моря. В 2019 году между странами возросло напряжение в связи с попытками Турции установить контроль над газовыми и нефтяными месторождениями в восточной части Средиземного моря. В ответ Египет, Кипр, Греция, Израиль, Италия, Иордания и Палестина создали «Газовый форум Восточного Средиземноморья» для противодействия Турции и союзному ей правительству Ливии в борьбе за контроль над ресурсами в Средиземном море. Осенью 2019 года Египет осудил военное вторжение Турции в Сирию.

#### США

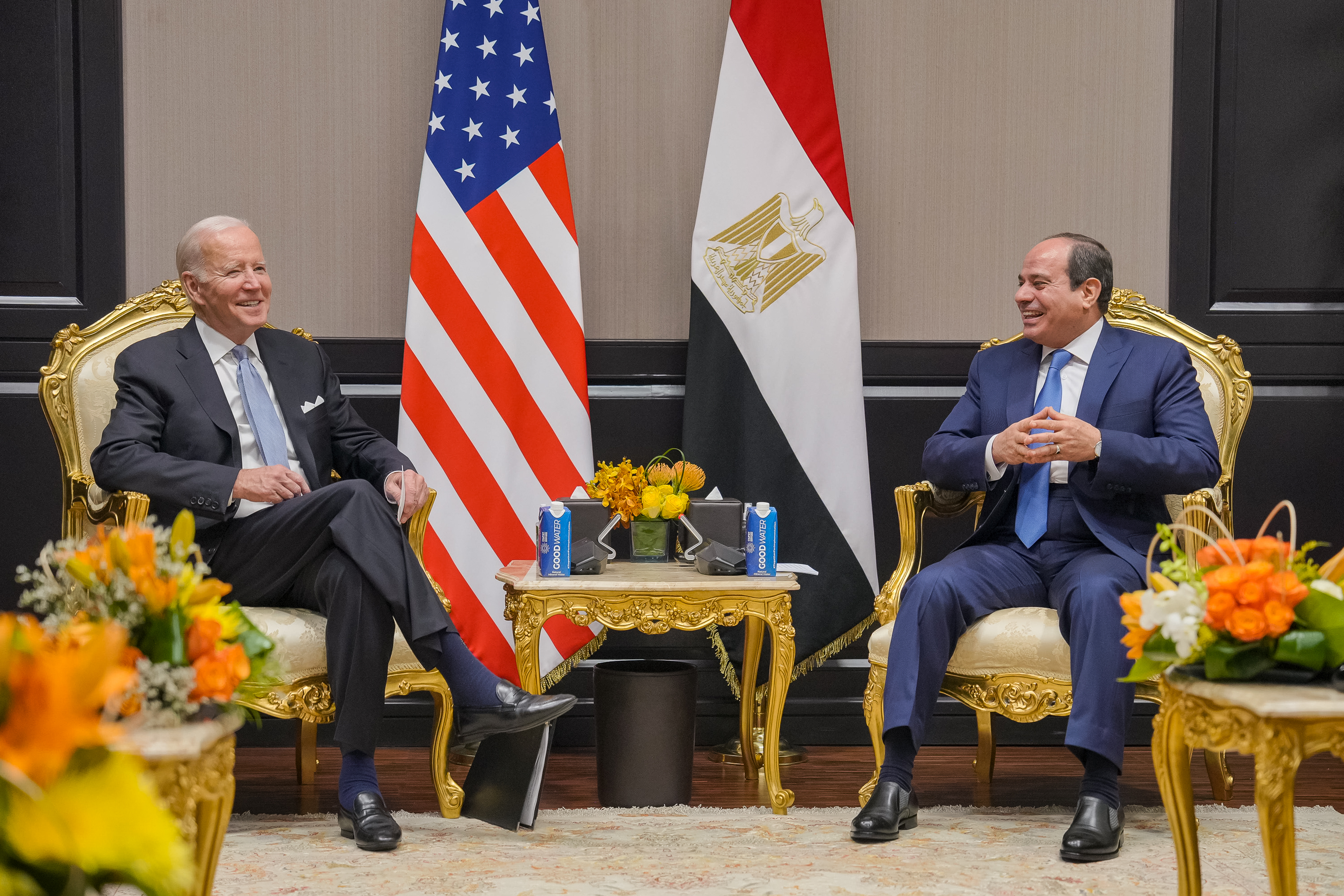
Ас-Сиси и Джо Байден, 11 ноября 2022

Трагедия 11 сентября 2001 года оттолкнула США от многих стран арабского мира, в том числе от Египта. Однако в последнее время американские инвесторы всё чаще обращают взор на страну.

## Административно-территориальное деление

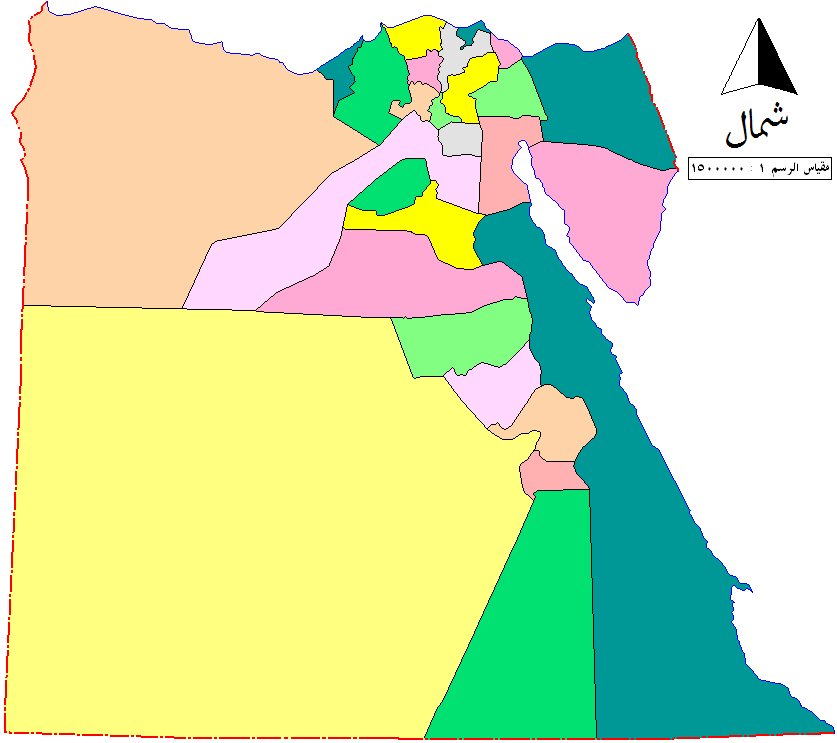
Административное деление Египта

Арабская Республика Египет административно разделена на 27 мухафаз (араб. محافظة‎ muḥāfaẓä).
В 2008 году созданы мухафазы Хелуан и 6 октября. В декабре 2009 года создана мухафаза Луксор.
Мухафазы делятся на административные центры или районы (марказы) и города. Марказы в свою очередь делятся на нахии (районы).
| № на карте | Область                           | Админи- стративный центр | Площадь, км² | Численность населения (2006) | Плотность населения, чел./км² |
| ---------- | --------------------------------- | ------------------------ | ------------ | ---------------------------- | ----------------------------- |
| 1          | Дакахлия                          | Эль-Мансура              | 3538         | 4 985 187                    | 1409,04                       |
| 2          | Красное Море (Эль-Бахр-эль-Ахмар) | Хургада                  | 120 000      | 288 233                      | 2,40                          |
| 3          | Бухейра                           | Даманхур                 | 9826         | 4 737 129                    | 482,10                        |
| 4          | Эль-Файюм                         | Эль-Файюм                | 6068         | 2 512 792                    | 414,11                        |
| 5          | Гарбия                            | Танта                    | 1942         | 4 010 298                    | 2065,04                       |
| 6          | Александрия                       | Александрия              | 2300         | 4 110 015                    | 1743,48                       |
| 7          | Исмаилия                          | Исмаилия                 | 5067         | 942 832                      | 186,04                        |
| 8          | Эль-Гиза                          | Эль-Гиза                 | 13 184       | 3 143 486                    | 238,43                        |
| 9          | Минуфия                           | Шибин-эль-Ком            | 2499         | 3 270 404                    | 1308,69                       |
| 10         | Эль-Минья                         | Эль-Минья                | 32 279       | 4 179 309                    | 129,47                        |
| 11         | Каир                              | Каир                     | 3085         | 6 758 581                    | 2190,79                       |
| 12         | Кальюбия                          | Бенха                    | 1124         | 4 237 003                    | 3769,58                       |
| 13         | Луксор                            | Луксор                   | 2960         | 451 318                      | 152,47                        |
| 14         | Вади-эль-Гедид                    | Эль-Харга                | 440 098      | 187 256                      | 0,43                          |
| 15         | Шаркия                            | Эз-Заказик               | 4911         | 5 340 058                    | 1087,37                       |
| 16         | Суэц                              | Суэц                     | 9002         | 510 935                      | 56,76                         |
| 17         | Асуан                             | Асуан                    | 62 726       | 1 184 432                    | 18,88                         |
| 18         | Асьют                             | Асьют                    | 13 720       | 3 441 597                    | 250,85                        |
| 19         | Бени-Суэйф                        | Бени-Суэйф               | 10 954       | 2 290 527                    | 209,60                        |
| 20         | Порт-Саид                         | Порт-Саид                | 1345         | 570 768                      | 424,36                        |
| 21         | Думьят                            | Думьят                   | 910          | 1 092 316                    | 1200,35                       |
| 22         | Южный Синай (Гануб Сина)          | Эт-Тур                   | 31 272       | 149 335                      | 4,76                          |
| 23         | Кафр-эш-Шейх                      | Кафр-эш-Шейх             | 3467         | 2 618 111                    | 755,15                        |
| 24         | Матрух                            | Мерса-Матрух             | 166 563      | 322 341                      | 1,94                          |
| 25         | Кена                              | Кена                     | 8980         | 3 001 494                    | 334,24                        |
| 26         | Северный Синай (Шималь Сина)      | Эль-Ариш                 | 27 564       | 339 752                      | 12,33                         |
| 27         | Сохаг                             | Сохаг                    | 11 218       | 3 746 377                    | 333,96                        |
|            | Всего                             |                          | 996 602      | 72 716 223                   | 72,96                         |

### Новая столица Египта
Завершается строительство новой столицы страны (территория около 700 км², перспективное население около 5 млн чел., собственный международный аэропорт) в 45 км к востоку от Каира, который должен утратить столичные функции.

## Население

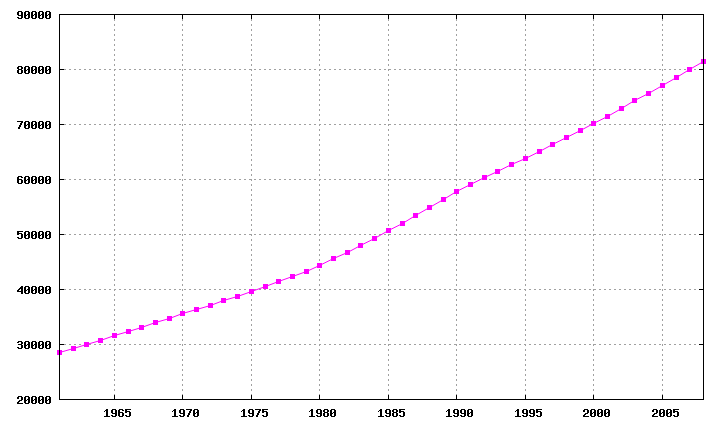
Демографическая кривая Египта

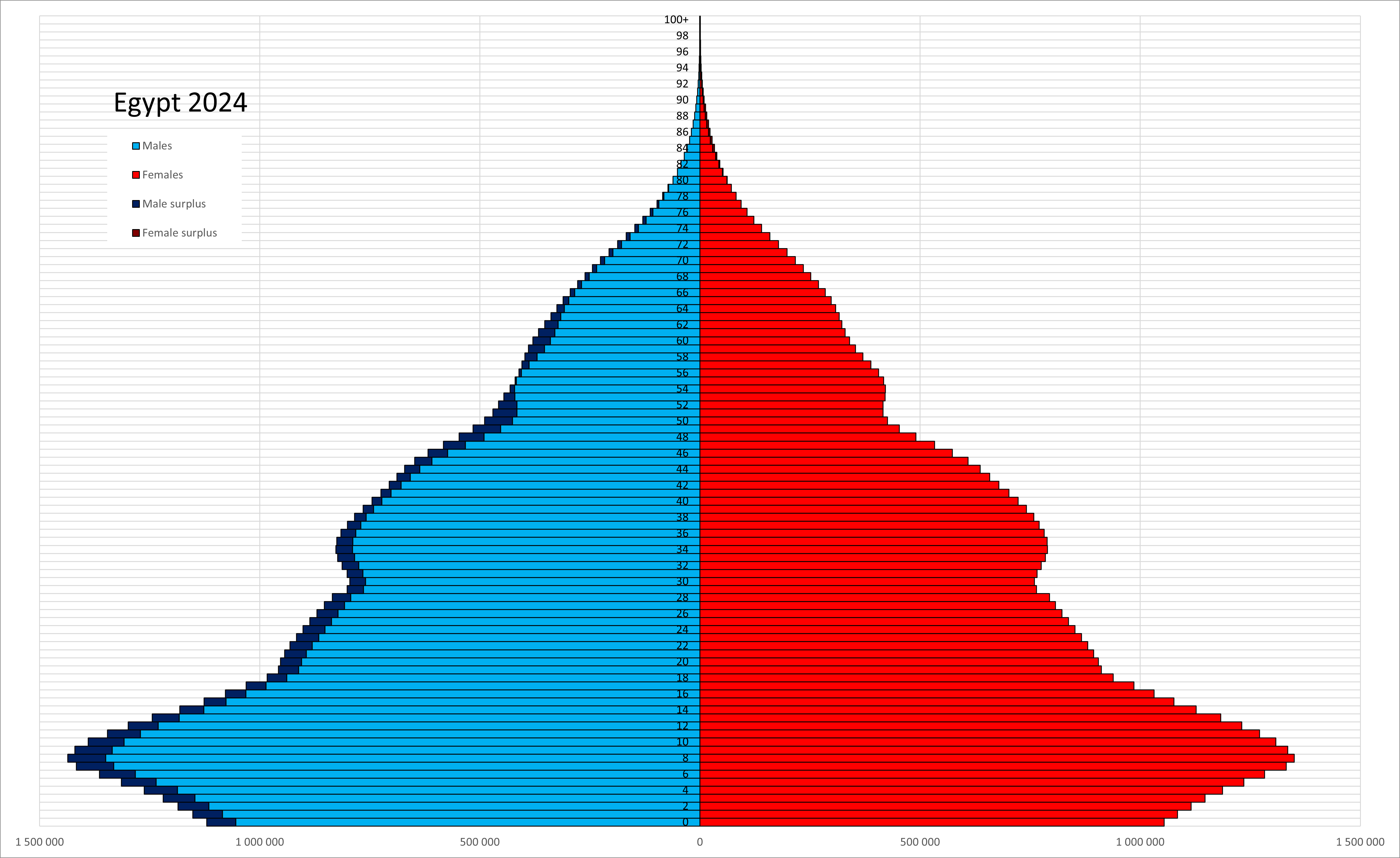
Возрастно-половая пирамида населения Египта на 2024 год

- Население Египта составляет 100 704 000 человек на 2020 год[30].
- Темп роста населения 2,51 % в год (фертильность — 3,53 рождения на женщину) на 2016 год.
- Средняя продолжительность жизни составляет 70,4 лет (68 у мужчин и 73 у женщин).
- Этнический состав: арабы (арабизированные египтяне) — 75-85 %, египтяне-копты (их язык — коптский) — 10-20 %[30], а также нубийцы, беджа, берберы и другие.
- Религии: мусульмане (в основном сунниты) — 79-90 %, христиане-копты (египтяне) — 10-20 %[30], другие христиане — 1 %[31][32][33].
- Грамотность — 75 %[34].
- Городское население — 45 %.

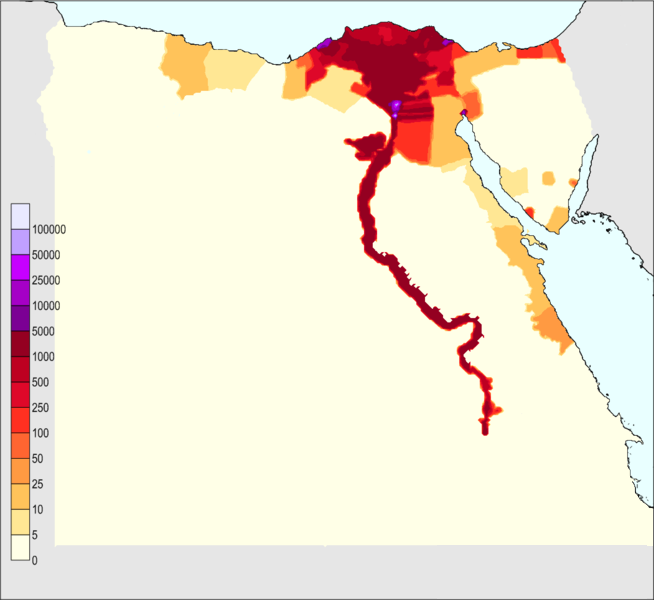
Плотность населения Египта (человек на км²)

 Египет является самой населённой страной на Ближнем Востоке и второй по численности населения на африканском континенте. Население быстро росло в период с 1970 по 2010 годы в связи с достижениями в медицине и повышением производительности сельского хозяйства, так называемой зелёной революции. При вторжении Наполеона в 1798 году население Египта насчитывало всего 3 миллиона. В 1939 году население Египта составляло 16,5 млн человек.
Население сосредоточено вдоль и в дельте реки Нил (в частности, Каире и Александрии), а также вблизи Суэцкого канала. Около 90 % населения придерживается ислама, большинство остальных христианства, в первую очередь коптской православной конфессии. Наряду с религиозной принадлежностью, египтяне могут быть разделены на тех, кто живёт в крупных городских центрах и феллахов, фермеров, проживающих в сельской местности.
Египтяне на сегодняшний день являются самой большой этнической группой — 99,6 % от общей численности населения. Этнические меньшинства включают турок, греков, арабских бедуинов, живущих в восточной пустыне и на Синайском полуострове, берберов и нубийские общины, проживающие вдоль реки Нил. Есть такие племена, как беджа, дом и файюм, которые постепенно ассимилируются по мере роста урбанизации. По данным Международной организации по миграции, около 2,7 миллиона египтян живут за границей. Около 70 % египетских мигрантов живут в арабских странах (923 600 — в Саудовской Аравии, 332 600 — в Ливии, 226 850 — в Иордании, 190 550 — в Кувейте и в других странах региона), а остальные 30 % живут в основном в Европе и Северной Америке (318 000 — в Соединённых Штатах, в Канаде — 110 000, и 90 000 — в Италии).
В Египте также находится неизвестное число беженцев и лиц, ищущих убежища, по оценкам, от 500 000 до 3 миллионов человек. Проживают около 70 000 палестинских беженцев и около 150 000 недавно прибывших беженцев из Ирака, самая большая группа беженцев из Судана. Некогда представительные греческие и еврейские общины в Египте почти исчезли и лишь небольшое число представителей проживает в стране, но многие евреи совершают паломничество в Египет в религиозные праздники. Несколько важных еврейских археологических и исторических памятников находятся в Каире, Александрии и других городах.
По распределению доходов, по оценкам от 35 до 40 % населения Египта зарабатывают меньше, чем сумму эквивалентную $ 2 в день, в то время как 2-3 % населения можно назвать богатыми.

### Религия

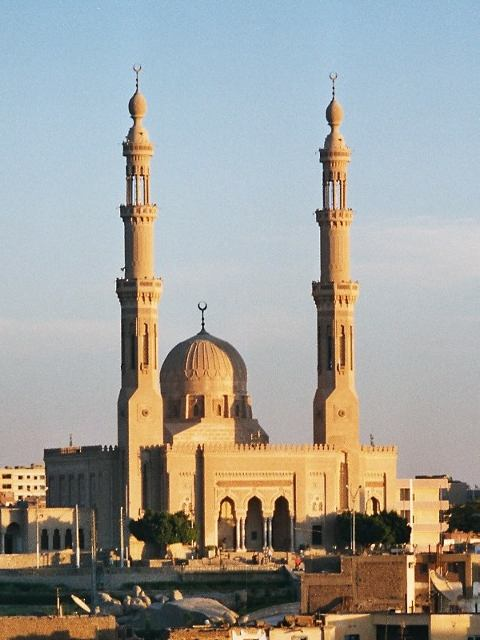
Мечеть (Асуан, Египет)

Основная часть населения говорит по-арабски и исповедует ислам суннитского толка, есть также копты-христиане. По различным данным, христианство исповедует до 15 % египтян, до 90 % коренного населения придерживается ислама. Христиане-копты минимально представлены в правоохранительных органах, органах государственной безопасности и на государственной службе. В Египте достаточно сильны позиции официально запрещённых радикальных исламских организаций . Многие идеологи радикального ислама проходили обучение в Каирском университете. В течение последних 30 лет было довольно мирное время в религиозной жизни Египта. Однако, несмотря на это, время от времени вспыхивают конфликты между радикальными исламистами и коптами. 1 января 2011 года в Александрии во время новогодней литургии в коптском храме был совершён теракт, была взорвана бомба, унёсшая жизни более 20 человек, пострадало более 100 человек.

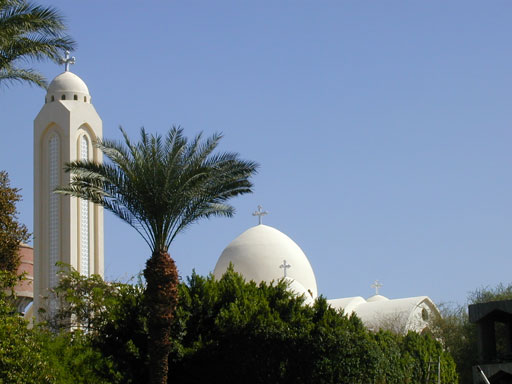
Христианство в Египте зародилось в Александрии и оттуда распространилось по всей стране

Христианство в Египте зародилось в Александрии и оттуда распространилось по стране. Александрийская Православная церковь была основана в середине I века Святым Евангелистом Марком. Также в Александрии находится центр дохалкидонской Коптской православной церкви, представители которой тоже считают себя преемниками первых египетских христиан. Она отвергает решения Халкидонского собора и придерживается миафизитства. Во главе коптской церкви стоит патриарх. На данный момент патриарший престол (после смерти патриарха Шенуды III 17 марта 2012 года) занимает Феодор II. Резиденция патриарха находится в Александрии.
Ислам, придя в VII веке, сделал Египет политическим и религиозным центром в мусульманском мире. При Анваре Садате ислам приобрёл статус официальной государственной религии, а шариат стал основным источником права. В настоящее время ислам оказывает на семью и общество неизмеримо большее влияние, чем христианство. Основу светского законодательства в Египте образует свод норм мусульманского права — шариат, который, однако, действует в смягчённой форме. Ислам играет центральную роль в жизни большинства египтян. Азан (исламский призыв к молитве) слышен пять раз в день, оказывая неофициальное влияние на всё: от бизнеса до средств массовой информации и развлечений. Каир славится своими многочисленными мечетями, минаретами и по праву именуется городом 1000 минаретов.

## Культура
Египетская столица Каир является ведущим центром производства арабской кинопродукции и современной арабской музыки.

### СМИ
Государственный орган, управляющий государственным радио и телевидением, — Национальный комитет по СМИ («Масперо»), который является преемником Союза радио и телевидения (اتحاد الإذاعة والتلفزيون‎, Egyptian Radio and Television Union, ERTU), включает в себя радиостанции «Общая программа» (إذاعة البرنامج العام‎) (запущена в 1934 году), «Европейская программа» (запущена 1934 году, вещает на английском и французском языках), Каирское радио (запущен в 1953 году), «Культурная программа» (إذاعة البرنامج الثقافي‎) (запущена в 1957 году), «Радио Ближнего Востока» (إذاعة الشرق الأوسط‎) (запущена в 1964 году), «Радио Коран» (اذاعة القران الكريم‎) (запущена в 1964 году), «Музыкальная программа» (إذاعة البرنامج الموسيقى‎) (запущена в 1968 году), «Молодёжная программа» (إذاعة الشباب والرياضة‎) (запущена в 1975 году), «Образовательная программа» (الإذاعة التعليمية‎), региональные радиостанции (الاذاعات الإقليمية‎) (запущены в 1981 году), радио «Песни» (الأغاني‎) (запущено в 2000 году), телеканалы Первый (запущен в 1960 году) и Второй (запущен в 1961 году), спутниковый телеканал Nile TV International и 6 региональных телеканалов.

## Египтология

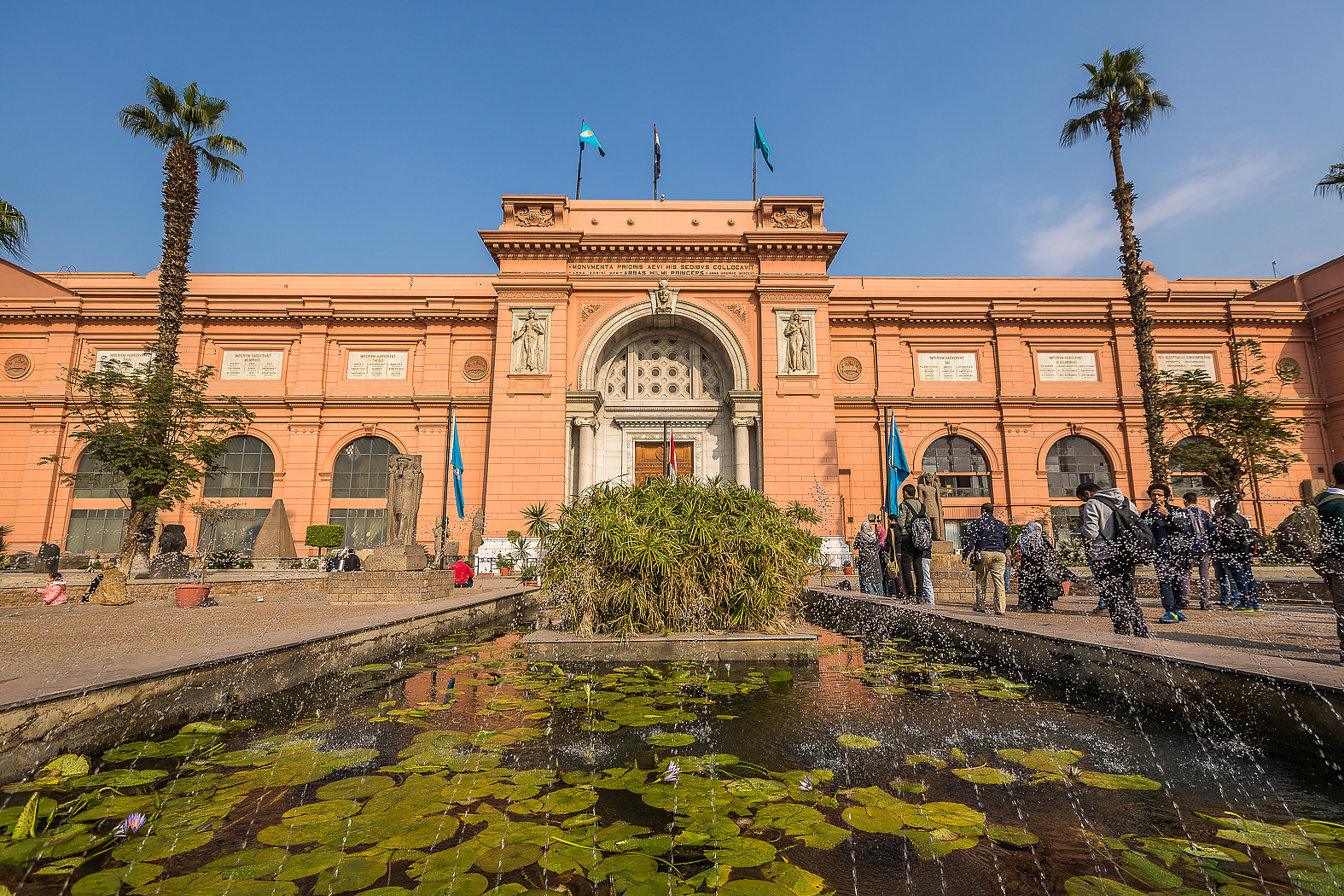
Каирский музей — крупнейшее в мире хранилище предметов древнеегипетского искусства

Египет является одним из мест, наиболее интересных для учёных. Наука египтология занимается изучением культуры, языка и истории Древнего Египта. Основанием египтологии как науки считают публикацию Ж. Ф. Шампольона от 14 сентября 1822 года «Письма к господину Дасье», в которой точно и верно описывалась система древнеегипетского иероглифического письма. Сообщение об этом Шампольон сделал в Париже в Академии надписей 22 сентября 1822 года.
При Каирском египетском музее находится мемориал с бюстами 23 великих египтологов мира, среди них бюст В. С. Голенищева, известного русского египтолога, появившийся там в 2006 году. Также там представлены бюсты следующих египтологов: Ф. Ж. Шаба, Иоганн Дюмихен (1833—1894), Конрадус Лееманс (1809—1893), Ч. В. Гудвин (1817—1878), Э. Руже, С. Бёрч, Э. Хинкс (1792—1866), Л. Вассалли (1812—1887), Э. Бругш (1842—1930), К. Р. Лепсиус, Ш.-Т. Девериа (1831—1871), И. Розеллини, Л. Хабаши (1906—1984), С. Габра (1892—1979), С. Хасан (1887—1961), А. Камаль (1851—1923), М. З. Гонейм, Ж.-Ф. Шампольон, А. Пейрон (1785—1870), В. Плейте (1836—1903), Г. Масперо, П. Ле Паж (1822—1897). Эти бюсты окружают памятник Огюсту Мариету.